# Бержер
Бержер (фр. Bergères) насеље је и општина у североисточној Француској у региону Шампањ-Арден, у департману Об која припада префектури Бар сир Об.
По подацима из 2011. године у општини је живело 123 становника, а густина насељености је износила 21,17 становника/km². Општина се простире на површини од 5,81 km². Налази се на средњој надморској висини од 246 метара.

## Демографија
| 1962. | 1968. | 1975. | 1982. | 1990. | 1999. | 2011. |
| ----- | ----- | ----- | ----- | ----- | ----- | ----- |
| 121   | 123   | 112   | 140   | 121   | 114   | 123   |

График промене броја становника у току последњих година